# 罗比·威廉姆斯
羅伯特·彼得·威廉斯（英語：Robert Peter Williams，1974年2月13日—），是一名英國創作歌手、音樂家及唱片製作人，生於斯塔福德郡特倫特河畔斯托克，曾獲葛萊美獎提名、多次贏得全英音樂獎。威廉斯的演藝生涯開始於1989年，15歲的羅比加入了流行樂的接招合唱團成了舞者兼歌手，羅比並於1995年離團，開始單飛生涯。羅比在2009年重回接招合唱團，但參加《Prograss》專輯和巡迴演出後便決定專注個人歌唱事業。

## 早年
威廉斯於特倫特河畔斯托克（史篤城）成長，由父母彼得與特蕾莎·威廉斯扶養，有一個姊姊莎莉。羅比就讀於坦斯托（Tunstall）的米爾·希爾私立學校與聖瑪格莉特·沃德的羅馬天主教學校。

## 接招時期演唱生涯

### 1990年-1995年：第1次接招合唱團時期
1990年，16歲的羅比．威廉斯加入接招合唱團，他是當中最年輕的成員。根據紀錄片《Take That: For the Record》描述，他的母親看到一則男孩團體招募成員的廣告，鼓勵他參加試鏡。
雖然Take That大部分歌曲都是由團員蓋瑞·巴洛（Gary Barlow）創作，但羅比．威廉斯在〈Could It Be Magic〉、〈I Found Heaven〉與〈Everything Changes〉三首歌擔任主唱。根據紀錄片《Take That: For the Record》內容，羅比．威廉斯對自己的音樂見解不被蓋瑞．巴洛與經紀人奈吉爾·馬汀史密斯（Nigel Martin-Smith）重視感到不滿。1995年7月，羅比．威廉斯與蓋瑞．巴洛的爭執白熱化，決定單飛。Take That以四人組合之姿完成他們的Nobody Else巡演，並於1996年2月13日宣布解散。

### 2009年-2011年：第2次接招合唱團時期
2009年3月，羅比．威廉斯表示他有興趣重回Take That。
11月，接招合唱團與羅比．威廉斯在皇家亞伯音樂廳參與Children in Need慈善音樂會，雖然他們分開表演，但在最後一首歌時，羅比．威廉斯摟著蓋瑞．巴洛一起表演了《Hey Jude》這首歌。
2010年7月15 日，羅比．威廉斯與成員們和解，重新加入Take That。2010年11月15日，Take That五人合體發行《Progress》專輯，這是英國史上銷售第二快的專輯。
2012年8月，Take That在倫敦奧運閉幕式上演出，羅比．威廉斯因妻子生產而退出表演。雖然仍是Take That成員，但羅比．威廉斯選擇不參加團體的第7張與第8張專輯，而是專注於個人工作。

## 個人演唱生涯

### 1996年-1998年
1996年，羅比．威廉斯以翻唱喬治·麥可的歌曲〈Freedom〉開始了他的單飛事業，這首歌在英國單曲榜上攻上第二名。
1997年9月29日，羅比．威廉斯推出《Life thru a Lens》專輯，這是他離開Take That後發行的首張個人專輯。《Life thru a Lens》在英國前10名榜上停留了40週，在英國最暢銷專輯榜上排名58名，銷量超過240萬張，全歐總銷量超過300萬張。專輯中單曲〈Angels〉大獲成功，是羅比．威廉斯迄今最暢銷的單曲。
1998年10月26日，羅比．威廉斯發行第二張個人專輯《I've Been Expecting You》。《I've Been Expecting You》在英國賣出了近300萬張，被BPI認證為10白金。其中主打單曲〈Millennium〉是羅比．威廉斯第一首英國冠軍單曲，《She's the One》則是他第二首英國冠軍單曲。

### 1999年-2001年
1999年，羅比．威廉斯與美國Capitol唱片簽約，發行他的首張美、加地區單曲〈Millennium〉，同年7月，發行《The Ego Has Landed》合輯。
2000年8月28日，羅比．威廉斯發行第三張專輯《Sing When You're Winning》，這張專輯在英國發行首週就獲得雙白金認證，其中一首單曲〈Rock DJ〉更成為熱門歌曲，是羅比．威廉斯在英國的第三支冠軍單曲，並贏得2001年全英音樂獎「年度英國音樂錄影帶獎」、「年度最佳單曲獎」。
第三張專輯大獲成功後，羅比．威廉斯嘗試另一種新風格，他錄製了第四張專輯《Swing When You're Winning》，這首專輯的發想來自於羅比．威廉斯對法蘭克辛納屈的熱愛，以及2001年他為電影《BJ單身日記》所錄製歌曲〈Have You Met Miss Jones?〉的成功。
《Swing When You're Winning》這張專輯所發行的第一首單曲是羅比．威廉斯與妮可·基嫚合唱的〈Somethin' Stupid〉，這首歌成為羅比．威廉斯在英國的第五首冠軍單曲。

### 2016年-至今

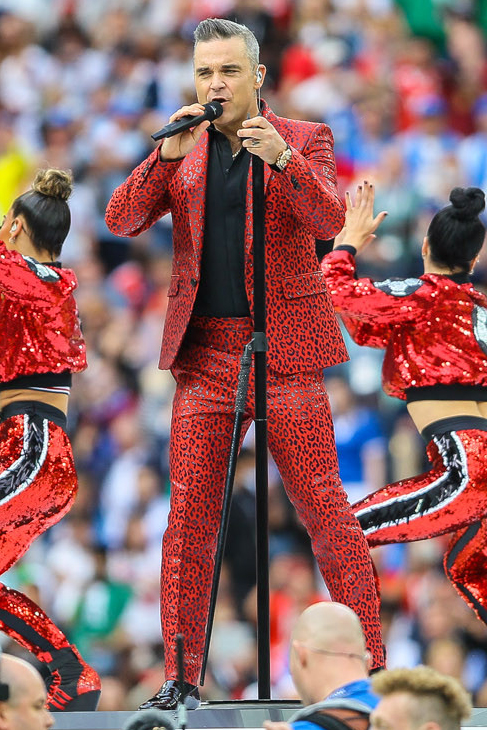
威廉斯在俄罗斯莫斯科的2018年国际足联世界杯开幕仪式。

2018年6月14日，罗比·威廉姆斯在莫斯科卢日尼基体育场的2018年国际足联世界杯开幕仪式上与艾达·加里富林娜合唱《Angels》等數首歌曲。威廉斯接著以“ Rock DJ ” 表演了一個安可曲，在此時他豎起中指。為此福斯廣播公司，擁有美国的英语和西班牙语的頻道透過媒体发布道歉。

## 成就
身為一位獨唱歌手，羅比·威廉斯在英國的唱片銷售量遠超過了歷史上其它英國獨唱歌手，也較現今其它歌手贏得了更多的英國音樂獎。他坐擁全球超過五千五百萬的專輯銷售量。威廉斯於他2006年全球巡迴演唱會時，以單日賣出一百六十萬張票的成績，記入了金氏世界紀錄大全。
羅比·威廉斯是許多大獎的獲獎者，包括十八座全英音樂獎與六座安可獎。2004年，羅比在被票選為1990年代最偉大歌手之後，受邀入英國音樂名人堂。
威廉斯出現於英國一百大空前最大銷量專輯六次。羅比亦以超過三百萬的專輯銷量，被估計是拉丁美洲最暢銷的非拉丁歌手。

## 私生活
羅比是加入接招合唱團時，由該團的前經紀人所取。團員或與羅比熟識的友人均稱他為「羅伯」（Rob）。

### 人際
- 蓋瑞·巴洛

接招合唱團解散後，羅比開始在演唱會或媒體對蓋瑞進行長期的人身攻擊與詆毀。蓋瑞在1999年發行第二張專輯後，事業隨之跌入谷底，羅比的攻擊更對蓋瑞的精神狀態造成嚴重影響，蓋瑞稍後停止歌唱事業六年。2005年，接招合唱團的紀錄片《Take That: For the Record》獲得廣大迴響，蓋瑞與其他團員以四人狀態開演唱會。2006年，羅比與接招團員們恢復聯絡。2008年，羅比邀請他們在他洛杉磯的家中進行一場詳談，化解了他與其他團員，尤其是與蓋瑞之間15年來的恩怨。
兩人在和解後，在2009年在BBC的「Children In Need」慈善演唱會第一次同台表演，並在2010年推出對唱曲〈Shame〉，歌詞抒發兩人對這場多年糾葛的感受，MV劇情則仿照知名同志電影《斷背山》。兩人更積極參與各種節目與活動宣傳新歌，成為當年英國樂壇的熱門話題。稍後羅比重回接招合唱團，錄製專輯並參與巡迴。原本兩人還打算出一張雙人專輯，歌曲也錄製完成，卻因為羅比計畫變更而取消。未用到的歌後來分散在羅比與蓋瑞的個人專輯中，其中一首是讓羅比自2004年後重回單曲排行榜冠軍寶座的〈Candy〉。
在2023年網飛的紀錄片《壞小子再接招：羅比·威廉斯25 年私房檔案》（Robbie Williams）中，羅比重提與蓋瑞的恩怨，並對他之前所作所為道歉。在2024年推出的傳記電影《更好的人》中，羅比說因為蓋瑞對劇本中描寫他的方式有意見，因此做了妥協修改劇情。
- 蓋伊·錢伯斯

羅比長期合作的歌曲創作者、製作人。急於將心中想法化為歌曲的羅比，得到一份歌曲創作者清單中，他憑直覺選擇了當時沒沒無聞的蓋伊。兩人一拍即合，三天內就創作出讓羅比事業翻紅的單曲〈Angel〉，以及羅比演唱會必備的單曲〈Let Me Entertain You〉，第一張專輯的歌曲則在一週完成。
兩人除了是事業夥伴，也是常一起度假的密友。年輕時常語出驚人的羅比常對外宣稱他與蓋伊有性關係。兩人因為〈Come Undone〉一曲而有創作上的分歧，導致2002年的《Escapology》後的決裂。
近年羅比在網上稱他為「我精神上的兄弟兼朋友」。

### 財富
2006年，《星期日泰晤士報》富豪榜宣稱羅比擁有超過九千萬英鎊的財富。
威廉斯是其家鄉特倫特河畔斯托克維爾港足球會的死忠支持者。2006年2月，他買下了足球會二十四萬英鎊的股份，成為最大的股東，但球隊在2012年3月-11月因為被財務監管而大受損失。

## 争议
2018年6月14日举行的2018年国际足联世界杯开幕仪式上，威廉斯在演唱时突然对摄像机镜头竖起中指，引发热议。

## 音樂作品

### 專輯
| - 浮華生活（Life thru a Lens）（1997） - 眾所期待（I've Been Expecting You）（1998） - 唱者為王（Sing When You're Winning）（2000） - 搖搖領先（Swing When You're Winning）（2001） - 脫穎而出（Escapology）（2002） - 神·蹟·妙·算（Intensive Care）（2005） - 威舞獨尊（Rudebox）（2006） - 萬世巨星（Reality Killed the Video Star）（2009） - 就是王道（Take the Crown）（2012） - 搖擺紳士（Swings Both Ways）（2013） - 重度娛樂（The Heavy Entertainment Show）（2016） - 聖誕禮物（The Christmas Present）（2019） - Britpop（2025） - 大駕光臨：美國版新選輯（The Ego Has Landed）（1999） - 無與倫比-新歌＋精選（Greatest Hits）（2005） - 威震天下 : 雙十精選（In and Out of Consciousness: Greatest Hits 1990–2010）（2010） - 榮耀25（XXV）（2022） - Under the Radar Vol. 1（2014） - Under the Radar Vol. 2（2017） - Under the Radar Vol. 3（2019） - 更好的人（Better Man）（2024） | - 舞會開始（Take That & Party）（1992） - 世事多變（Everything Changes）（1993） - 最愛是你（Nobody Else）（1995） - 接招進化論（Progress）（2010） - Visions, Vol. 1（2023） |

## 外部連結
- Robbie Williams Official Website
- 罗比·威廉姆斯的Instagram帳戶
- 罗比·威廉姆斯的X（前Twitter）
- 罗比·威廉姆斯的Facebook專頁
- YouTube上的
- 罗比威廉姆斯中文网 （页面存档备份，存于）
- Irish Take That website - 羅比單飛前的早期
- Robbie Williams Fan Forum
- Latest Robbie Williams News from the BBC （页面存档备份，存于）
- 罗比·威廉姆斯在互联网电影资料库（IMDb）上的資料（英文）
- Robbie Williams Songs collection